# 33-mer
El 33-mer (polipèptid de 33 unitats polimèriques) és la seqüència més coneguda i freqüent d'entre les que produeixen resposta immunogènica de les alfa-gliadines, importants constituents del gluten de cereals. Diversos estudis treballen amb la hipòtesi que l'acumulació, l'oligomerització i la transformació estructural del 33-mer podrien ser el primer esdeveniment desconegut que desencadena la malaltia de la celiaquia.
Alguns estudis han detectat major concentració de la seqüència 33-mer en farines de varietats de blats moderns hexaploides que en varietats antigues.

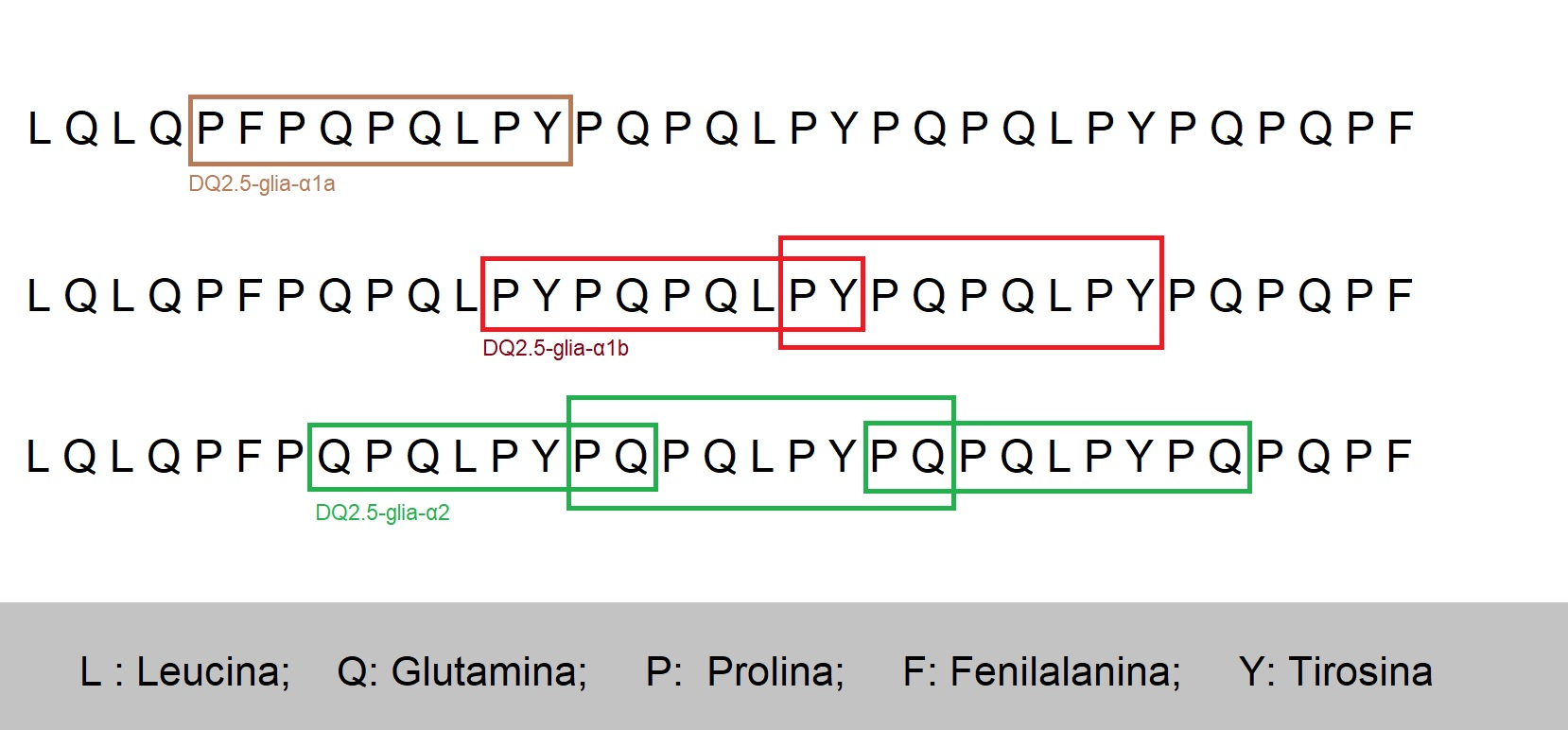
Figura 1. Determinants antigènics (tres tipus) dins la seqüència del polipèptid 33-mer

## Resposta immunogènica
La causa de la intensa resposta immunogènica que inicia el 33-mer és perquè la seqüència peptídica conté tres epítops de cèl·lula T solapats. Els següents: PFPQPQLPY (DQ2.5-glia-α1a, una còpia), PYPQPQLPY (DQ2.5-glia-α1b, dues còpies) i PQPQLPYPQ (DQ2.5-glia-α2, tres còpies).
La seqüència completa del pèptid és:
LQLQPFPQPQLPYPQPQLPYPQPQLPYPQPQPF (Figura 1).